# 岩倉具綱
岩倉 具綱（いわくら ともつな、天保12年4月14日（1841年6月3日） - 1923年（大正12年）10月16日）は、日本の華族、宮内官僚。宮中顧問官。岩倉家第15代当主。

## 生涯
天保12年（1841年）、富小路政直の長男として生まれる。妻は岩倉具視の長女増子（ますこ）。
1883年（明治16年）、岩倉具視の死により家督を継承。翌1884年（明治17年）7月7日（華族令施行と同日）付で隠居し、岩倉家の家督を具視の実子（二男）である岩倉具定に譲った。
掌典長を長く務め、1915年（大正14年）に宮中顧問官となった。1923年（大正12年）没、享年83。

## 官歴等
- 慶応4年（1868年） - 参与
- 宮内省入省
- 1886年（明治19年）
  - 2月5日 - 掌典[2]
  - 2月5日 - 春日祭奉行[3]
- 1887年（明治20年）1月8日 - 神宮祈年祭 勅使参向[4]
- 1888年（明治21年）1月16日 - 孝明天皇御列祭 神宮祈年祭 勅使参向[5]
- 1889年（明治22年）7月23日 - 雅楽部長 兼任[6]
- 1890年（明治23年）1月20日 - 孝明天皇御列祭 神宮祈年祭 勅使参向[7]
- 1891年（明治24年）1月20日 - 孝明天皇御列祭 神宮祈年祭 勅使参向[8]
- 1892年（明治25年）3月22日 - 神武天皇御列祭 神宮祈年祭 勅使参向[9]
- 1895年（明治28年）
  - 1月21日 - 神武天皇御列祭 神宮祈年祭 勅使参向[10]
  - 10月7日 - 清閑寺陵並上醍醐陵御在所修理起工に付き奉告勅使として参向[11]
- 1896年（明治29年） 3月27日 - 神武天皇御列祭 勅使参向[12]
- 1897年（明治30年）9月13日 - 式部官 兼任[13]
- 1898年（明治31年）6月6日 - 神宮祈年祭 勅使参向[14]
- 1900年（明治33年）9月18日 - 皇大神宮臨時遷御 奉遷勅使並奉幣勅使[15]
- 1915年（大正4年）
  - 10月31日 - 京都行幸供奉[16]
  - 12月27日 - 任・宮中顧問官[17]

## 栄典・授章・授賞
位階
- 1891年（明治24年）6月16日 - 従三位[18]
- 1895年（明治28年）6月29日 - 正三位[19]
- 1923年（大正12年）10月15日 - 従一位[20]

勲章等
- 1887年（明治20年）5月27日 - 勲六等単光旭日章[21]
- 1897年（明治30年）6月26日 - 勲四等瑞宝章[22]
- 1899年（明治32年）12月27日 - 勲三等瑞宝章[23]
- 1906年（明治39年）12月27日 - 勲二等瑞宝章[24]
- 1915年（大正4年）11月10日 - 大礼記念章[25]
- 1916年（大正5年）1月19日 - 勲一等旭日大綬章[26]

## 家族・親族
『平成新修旧華族家系大成』によれば、家族は以下の通り。
- 父：富小路政直
- 養父：岩倉具視
- 妻：増子 - 岩倉具視長女、富小路政直養女
  - 長女：恭子 - 中御門経隆妻
  - 次女：昭子 - 広幡忠朝妻
  - 三女：亥尾子 - 南岩倉具威妻
  - 長男：具徳 - 国学院大学卒業[27]。妻たかは子爵戸沢正実の三女[27]。長男の具清（1907年（明治40年） - ?）はフランスのグルノーブル大学留学後、駐日アルゼンチン公使館勤務[27]。1935年（昭和10年）年にアルゼンチン臨時代理公使アルトゥーロ・モンテネグロらの後援を得て「日本フェンシング倶楽部」を設立し、日本で初めてスポーツとしてのフェンシングを広めた人として知られる[28][29][27][30]。次男の具邦（1908年（明治41年） - ?）は陸軍士官学校を出て軍人となった（妻・道子は十河佑貞の長女）[27]。
- 養子：岩倉具定 - 岩倉具視次男

具綱から家督を譲られた具定は、1884年（明治17年）7月の華族令制定に際し、具視の功績によって公爵に叙せられている。
具綱の実子である具徳は、1883年（明治16年）7月に岩倉家から分家して一家を立て、特旨により華族に列せられた。1884年（明治17年）7月の華族令制定にともない男爵に叙せられた。